# クリス・ホロデッキー
クリス・ホロデッキー（Chris Horodecki、1987年9月24日 - ）は、カナダの男性総合格闘家。オンタリオ州ロンドン出身。アドレナリンMMA所属。クリス・ホロデスキーとも表記される。
2008年7月に活動停止となったIFLでは人気選手となり、「神童」「天才」と呼ばれた。

## 来歴
6歳から空手（小林流空手）を始め、13歳からはショーン・トンプキンズの下でムエタイを始めた。ハイスクールからはレスリング、柔術も経験した。
2005年6月18日、総合格闘技デビュー。その後、TKOで4連勝。
2006年6月3日からIFLに参戦。11月2日にはライアン・シュルツにTKO勝ちを収めた。
IFLの2007年シーズンはバス・ルッテン率いる「LAアナコンダス」の一員として出場。12月29日、IFLライト級グランプリ決勝でライアン・シュルツと対戦し、パウンドによるTKO負けを喫し王座獲得に失敗すると同時にキャリア初黒星となった。
2008年4月4日、IFLでネイト・ラモットと対戦し、3-0の判定勝ち。同年7月をもってIFLは活動停止となった。
2008年11月24日、シュートボクシング初参戦でSHOOT BOXING WORLD TOURNAMENT S-cup 2008に出場。1回戦で宍戸大樹と対戦し、0-3の判定負けを喫した。
2009年1月24日、Affliction: Day of Reckoningでダン・ローゾンと対戦予定であったが、肩の負傷によりカリフォルニア州アスレチック・コミッションから出場を認められなかった。6月27日、1年2か月ぶりの総合格闘技復帰戦となったUltimate Chaosでウィリアム・スリヤパイと対戦し、チョークスリーパーで一本勝ちを収めた。8月1日、Affliction: Trilogyで改めてダン・ローゾンと対戦予定であったが、大会が中止となった。

### WEC
2009年12月19日、WEC初参戦となったWEC 45でアンソニー・ヌジョクアニと対戦し、右ハイキックでダウンしたところにパウンドで追撃されTKO負けを喫した。
2010年6月20日、地元・カナダでの開催となったWEC 49でダニー・ダウンズと対戦し、チョークスリーパーで一本勝ち。当初はエド・ラトクリフと対戦予定であったが、ラトクリフの欠場により対戦相手が急遽変更になった。9月30日、WEC 51で改めてラトクリフと対戦し、2-1の判定勝ちを収めた。
2010年12月16日、WEC最終興行WEC 53でドナルド・セラーニと対戦し、三角絞めによる一本負けを喫した。WEC戦績は2勝2敗となった。
2015年6月5日、WSOF 21の世界フェザー級タイトルマッチでランス・パーマーと対戦し、ネッククランクで一本負けを喫し王座獲得に失敗した。

## 戦績

### 総合格闘技
| 総合格闘技 戦績 | 総合格闘技 戦績 | 総合格闘技 戦績 | 総合格闘技 戦績 | 総合格闘技 戦績 | 総合格闘技 戦績 | 総合格闘技 戦績 |
| --------------- | --------------- | --------------- | --------------- | --------------- | --------------- | --------------- |
| 22 試合         | (T)KO           | 一本            | 判定            | その他          | 引き分け        | 無効試合        |
| 17 勝           | 7               | 2               | 8               | 0               | 0               | 0               |
| 6 敗            | 3               | 2               | 1               | 0               | 0               | 0               |

| 勝敗 | 対戦相手                 | 試合結果                             | 大会名                                                             | 開催年月日     |
| ×    | デレク・ゴーティエ       | 1R 0:35 KO（パンチ連打）             | TKO 36: Resurrection                                               | 2016年11月4日  |
| ×    | ランス・パーマー         | 1R 4:28 ネッククランク               | WSOF 21: Palmer vs. Horodecki 【WSOF世界フェザー級タイトルマッチ】 | 2015年6月5日   |
| ○    | ルイス・ヒューイット     | 5分3R終了 判定3-0                    | WSOF 14: Ford vs. Shields                                          | 2014年10月11日 |
| ×    | マルロン・サンドロ       | 5分3R終了 判定0-3                    | Bellator 119                                                       | 2014年5月9日   |
| ×    | ドナルド・セラーニ       | 2R 2:43 三角絞め                     | WEC 53: Henderson vs. Pettis                                       | 2010年12月16日 |
| ○    | エド・ラトクリフ         | 5分3R終了 判定2-1                    | WEC 51: Aldo vs. Gamburyan                                         | 2010年9月30日  |
| ○    | ダニー・ダウンズ         | 3R 1:09 チョークスリーパー           | WEC 49: Varner vs. Shalorus                                        | 2010年6月20日  |
| ×    | アンソニー・ヌジョクアニ | 1R 3:33 TKO（右ハイキック→パウンド） | WEC 45: Cerrone vs. Ratcliff                                       | 2009年12月19日 |
| ○    | ウィリアム・スリヤパイ   | 1R 4:02 チョークスリーパー           | FFI: Ultimate Chaos                                                | 2009年6月27日  |
| ○    | ネイト・ラモット         | 4分3R終了 判定3-0                    | IFL: New Jersey                                                    | 2008年4月4日   |
| ×    | ライアン・シュルツ       | 1R 2:51 TKO（パウンド）              | IFL: World Grand Prix Finals 【ライト級グランプリ 決勝】           | 2007年12月29日 |
| ○    | バート・パラゼウスキー   | 4分3R終了 判定2-1                    | IFL: World Grand Prix Semifinals                                   | 2007年11月3日  |
| ○    | シャド・ライルレー       | 4分3R終了 判定3-0                    | IFL: Everett                                                       | 2007年6月1日   |
| ○    | ジョシュ・オドム         | 4分3R終了 判定3-0                    | IFL: Los Angeles                                                   | 2007年3月17日  |
| ○    | バート・パラゼウスキー   | 4分3R終了 判定2-1                    | IFL: Houston                                                       | 2007年2月2日   |
| ○    | ライアン・シュルツ       | 2R 0:24 TKO（打撃）                  | IFL: World Championship Semifinals                                 | 2006年11月2日  |
| ○    | エド・ウェスト           | 4分3R終了 判定3-0                    | IFL: Portland                                                      | 2006年9月9日   |
| ○    | エリック・オウィングス   | 1R 4:00 KO（ハイキック）             | IFL: Championship 2006                                             | 2006年6月3日   |
| ○    | マイク・ベル             | 2R 2:38 TKO（パンチ連打）            | TKO 25: Confrontation                                              | 2006年5月5日   |
| ○    | デイブ・パリソー         | 1R 2:48 TKO（パンチ連打）            | TKO 24: Eruption                                                   | 2006年1月28日  |
| ○    | デイブ・グレ             | 3R 4:41 KO（ハイキック）             | TKO 23: Extreme                                                    | 2005年11月5日  |
| ○    | ステファン・ラリベルテ   | 2R 2:52 TKO（パンチ連打）            | TKO 22: Lionheart                                                  | 2005年9月30日  |
| ○    | マット・マクドナルド     | 3R 1:21 TKO（ドクターストップ）      | UCW 2: Caged Inferno                                               | 2005年6月18日  |

### キックボクシング
| 勝敗 | 対戦相手 | 試合結果       | 大会名                                             | 開催年月日     |
| ×    | 宍戸大樹 | 3R終了 判定0-3 | SHOOT BOXING WORLD TOURNAMENT S-cup 2008 【1回戦】 | 2008年11月24日 |